# Alba (Motorrad)

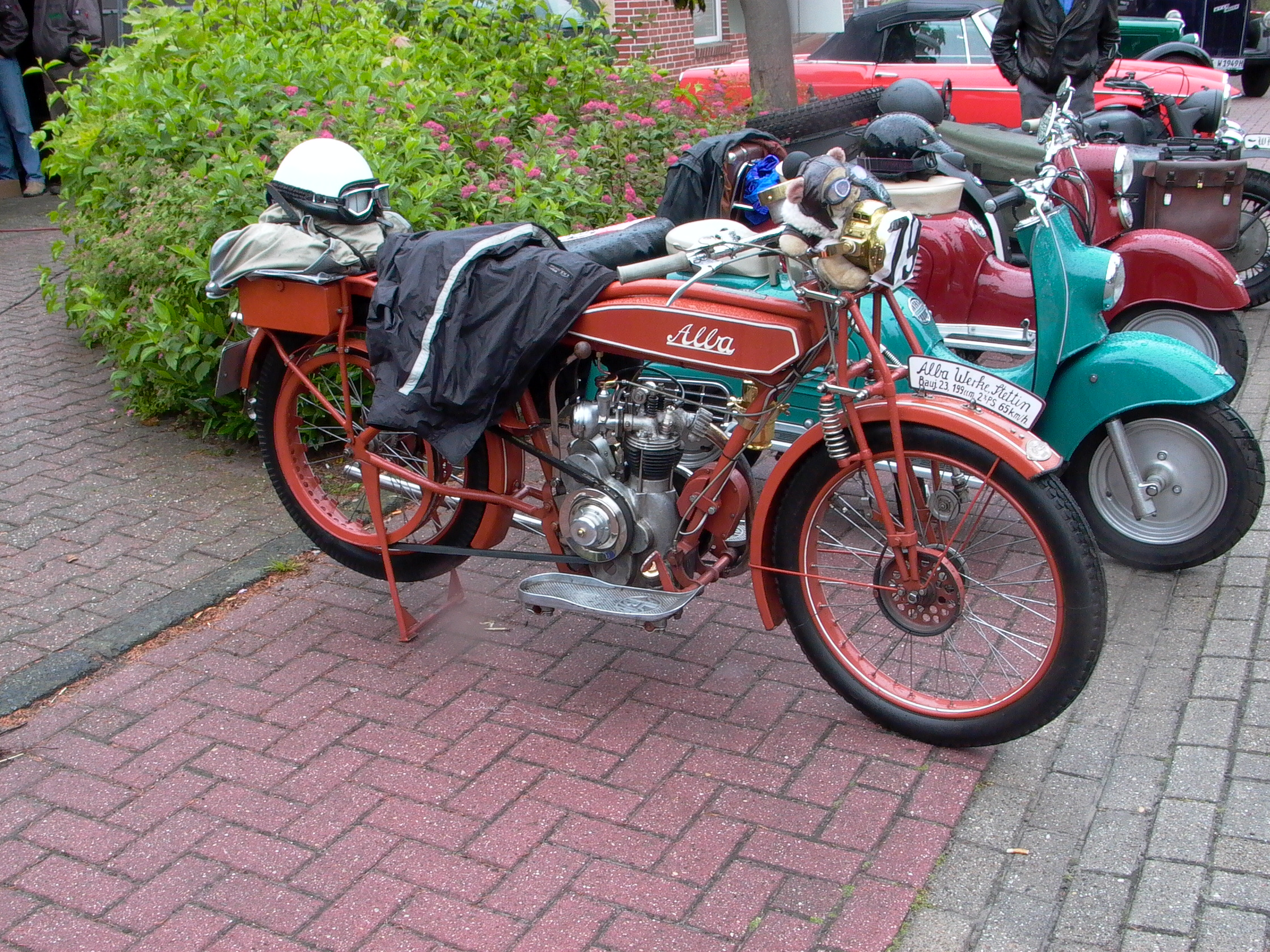
Alba 199-cm²-Einzylinder-Viertakt-Motorrad auf der Oldtimerrallye in Recke-Steinbeck am 12. Juni 2005

ALBA ist der Name einer deutschen Motorradmarke aus den frühen 1920er-Jahren. Als Hersteller sind drei Unternehmen an gleichem Ort bekannt:
1. Stettiner Präzisions- & Kettenwerk, Ortsteil Möhringen, Stettin
2. Alba-Werke GmbH, Pasewalker Kunststr. Möhringen, Stettin
3. Möhringer Präzisionswerke, Möhringen, Stettin

Das Unternehmen wurde von Alfred Baruch („Al-Ba“) gegründet und fertigte Motorräder in den Klassen bis 200 und bis 250 cm³ mit eigengefertigten Einzylindermotoren. Das Unternehmen lieferte seine Motoren auch als Einbaumotoren an andere Unternehmen. Das Werk stellte auch einen Dreirad-Lieferwagen her.